# Ридер (коммуна)
Ри́дер (нем. Rieder) — община в Германии, в земле Саксония-Анхальт. Входит в состав района Кведлинбург. Подчиняется управлению Гернроде/Харц. Население на 31 декабря 2006 года составляло 1924 человека. Занимает площадь 21,41 км².